# Ashmeadiella leachi
Ashmeadiella leachi är en biart som beskrevs av Michener 1949. Ashmeadiella leachi ingår i släktet Ashmeadiella och familjen buksamlarbin. Inga underarter finns listade i Catalogue of Life.